# Andreas Gadatsch
Andreas Gadatsch  (* 1962) ist ein deutscher Wirtschaftswissenschaftler.

## Leben
Gadatsch absolvierte eine Ausbildung zum Industriekaufmann. Danach studierte er Betriebswirtschaftslehre an der Fachhochschule Köln und anschließend berufsbegleitend Wirtschaftswissenschaften an der Fernuniversität in Hagen, wo er 1999 als externer Doktorand am Lehrstuhl für Wirtschaftsinformatik promovierte. Seine Dissertation behandelte das Thema „Entwicklung eines Konzeptes zur Modellierung und Evaluation von Workflows“. Von 1986 bis 2000 arbeitete er in Unternehmen der Bereiche Maschinen- und Anlagenbau, Beratung sowie Telekommunikation, zuletzt als Leiter Arbeitsplatzsystem-Management und IT-Sicherheit bei der Deutschen Telekom AG.
Gadatsch war von 2000 bis 2002 Professor für Betriebswirtschaftslehre, insbesondere Organisation und Datenverarbeitung an der FH Köln. Seit 2002 ist er Professor für Betriebswirtschaftslehre, insbesondere Wirtschaftsinformatik an der Hochschule Bonn-Rhein-Sieg in Sankt Augustin.
Zu den Schwerpunkten seiner wissenschaftlichen Arbeit gehören IT-Management, IT-Controlling und Geschäftsprozessmanagement.

## Monographien
- Management von Geschäftsprozessen. Vieweg, Wiesbaden 2001,  ISBN 3-528-05759-9.
- mit Rolf Franken: Integriertes Knowledge Management. Konzepte, Methoden, Instrumente und Fallbeispiele. Vieweg, Wiesbaden 2002, ISBN 3-663-05809-3.
- IT-Controlling realisieren. Praxiswissen für IT-Controller, CIOs und IT-Verantwortliche. Vieweg, Wiesbaden 2005, ISBN 3-528-05926-5.
- mit Detlev Frick: SAP-gestütztes Rechnungswesen. Methodische Grundlagen und Fallbeispiele mit mySAP ERP und SAP-BI. Vieweg, Wiesbaden 2005, ISBN 978-3-528-15775-3.
- IT-Offshore realisieren. Grundlagen und zentrale Begriffe, Entscheidungsprozess und Projektmanagement von IT-Offshore- und Nearshoreprojekten. Vieweg, Wiesbaden 2006.
- Grundkurs SAP R/3. Lern- und Arbeitsbuch mit durchgehendem Fallbeispiel – Konzepte, Vorgehensweisen und Zusammenhänge mit Geschäftsprozessen. Vieweg, Wiesbaden 2006.
- Grundkurs IT-Projektcontrolling. Grundlagen, Methoden und Werkzeuge für Studierende und Praktiker. Vieweg, Wiesbaden 2008.
- mit Detlev Frick und Ute G. Schäffer-Külz: Grundkurs SAP ERP. Geschäftsprozessorientierte Einführung mit durchgehendem Fallbeispiel. Vieweg, Wiesbaden 2008, ISBN 978-3-8348-0361-0.
- IT-Controlling. Praxiswissen für IT-Controller und Chief-Information-Of. Springer Vieweg, Wiesbaden 2012, ISBN 978-3-8348-2429-5.
- IT-gestütztes Prozessmanagement im Gesundheitswesen. Methoden und Werkzeuge für Studierende und Praktik. Springer Vieweg, Wiesbaden 2013, ISBN 978-3-658-01165-9.
- mit Elmar Mayer: Masterkurs IT-Controlling. 5. Auflage. Springer Vieweg, Wiesbaden 2014, ISBN 978-3-658-01589-3.
- Geschäftsprozesse analysieren und optimieren. Praxistools zur Analyse, Optimierung und Controlling von Arbeitsabläufen. Springer Vieweg, Wiesbaden 2015, ISBN 978-3-658-09109-5.
- IT-Controlling für Einsteiger. Praxiserprobte Methoden und Werkzeuge. Springer Vieweg, Wiesbaden 2016, ISBN 978-3-658-13579-9.
- mit Markus Mangiapane: IT-Sicherheit. Digitalisierung der Geschäftsprozesse und Informationssicherheit. Springer Vieweg, Wiesbaden 2017, ISBN 978-3-658-17712-6.
- mit Holm Landrock: Big Data für Entscheider. Entwicklung und Umsetzung datengetriebener Geschäftsmodelle. Springer Vieweg, Wiesbaden 2017, ISBN 978-3-658-17339-5.
- mit Holm Landrock: Big Data im Gesundheitswesen kompakt. Konzepte, Lösungen, Visionen. Springer Vieweg, Wiesbaden 2018, ISBN 978-3-658-21095-3.
- Datenmodellierung. Einführung in die Entity-Relationship-Modellierung und das Relationenmodell. 2. Auflage. Springer Vieweg, Wiesbaden 2019, ISBN 978-3-658-25729-3.
- mit Stefan Brassel: Softwarelizenzmanagement kompakt. Einsatz und Management des immateriellen Wirtschaftsgutes Software und hybrider Leistungsbündel (Public Cloud Services). Springer Vieweg, Wiesbaden 2018, ISBN 978-3-658-26497-0.
- Grundkurs Geschäftsprozessmanagement. Analyse, Modellierung, Optimierung und Controlling von Prozessen. 9. Auflage. Springer Vieweg, Wiesbaden 2020, ISBN 978-3-658-27811-3.
- IT-Controlling für die öffentliche Verwaltung kompakt. Methoden, Werkzeuge und Beispiele für die Verwaltungspraxis. Springer Vieweg, Wiesbaden 2020, ISBN 978-3-658-28579-1.
- mit Stefan Brassel: Management von ERP-Lizenzen: Vom Softwarekauf zum Subskriptionsmodell. In: ERP Management. Band 18, Nr. 3, 2022, S. 25–28.
- IT-Controlling. 2. Auflage. Wiesbaden 2021, ISBN 978-3-658-35332-2.
- mit D. Frick, J. Kaufmann, B. Lankes, A. Schmidt, U. Schmitz und C. Quix (Hrsg.): Data Science, Konzepte, Erfahrungen, Fallstudien und Praxis. Wiesbaden 2021, ISBN 978-3-658-33403-1.
- Grundkurs Geschäftsprozessmanagement. 10. Auflage. Wiesbaden 2022, ISBN 978-3-8348-2427-1.
- IT-Controlling für Öffentliche Verwaltung kompakt. Wiesbaden 2020, ISBN 978-3-658-28580-7.
- mit S. Brassel: Software-Lizenzmanagement kompakt. Wiesbaden 2019, ISBN 978-3-658-26498-7.
- Datenmodellierung. 2. Auflage. Wiesbaden 2019, ISBN 978-3-658-25730-9.
- Geschäftsprozesse analysieren und optimieren, Praxistools zur Analyse, Optimierung und Controlling von Arbeitsabläufen. 2. Auflage. Wiesbaden 2023.
- mit Stefan Brassel: Software-Lizenzmanagement kompakt - Einsatz und Management von Public Cloud Services. 2. Auflage. Wiesbaden 2023.
- IT-Controlling - from IT cost and activity allocation to smart controlling. Wiesbaden 2023, ISBN 978-3-658-39271-0. (englische Ausgabe von Gadatsch, A. IT-Controlling, 2. Auflage. 2021)